# Wag (企業)
Wag Labs（ワグ・ラブズ、単にWag！（ワグ）として知られている）は、モバイルアプリケーションを介した犬のオンデマンド散歩代行サービスを提供するペットケア企業。ワグは顧客と対になりオンデマンドで犬を散歩する個人の請負人を雇用している。このアプリは「犬用のUber」と呼ばれている。 
ワグは3億ドル以上を調達し、大きく報道された。一方で同社は請負人によるペットの紛失や不正行為のいくつかの事例の後、国際的に批判されている。 
犬の飼い主はワグの利用中に散歩代行者からデジタル通知を受け取る。散歩代行者がアプリで犬の排便を記録することで飼い主は犬が散歩中にいつどこで排便するかを知ることができる。 

## 歴史
ワグは2014年にカリフォルニア州ロサンゼルスで設立された。2018年初頭、ワグはソフトバンクからベンチャーキャピタルファンドで3億ドルを調達した。同社は以前、ベンチャーキャピタルで6800万ドルを調達していた。 
有名人の利用者には、マライア・キャリー、ケンダル・ジェンナー、クロエ・グレース・モレッツなどがいる。 
2019年11月にヒラリー・シュナイダーがワグのCEOを辞任し、後任にプロダクト・パートナーシップ担当バイスプレジデントのギャレット・スモールウッドが就いた。
2019年12月、ウォール・ストリート・ジャーナルは、ソフトバンクが保有するWag Labsの株式（約3億ドル）を投資損失で全てワグに売却したことを報じた。

## 批判と事件
請負人による犬の紛失や不適切な行動の事例が米国および国際的に報じられ、同社は批判された。     
2017年6月、ワグの請負人がソファで休んだりビールを飲んだりしてユーザーのアパートで「くつろいでいる」とされる様子が録画された。2017年11月、ワグの請負人がニューヨーク市のアパートから荷物を盗んだとされる様子が録画された。デイリーニューズは、2017年9月にワグが犬を紛失したと報じ、その数週間後ペットが発見された。2017年10月、 サンフランシスコ・クロニクルはワグが女性の犬を紛失し、その上同社が彼女を「いじめようとした」と主張するペットの飼い主について報じた。 
2018年1月、ウォール・ストリート・ジャーナルは、企業のウェブサイトの保護されていないページ上に家の住所とロックボックスのコードの情報が漏洩したと報じた。2018年3月、 ニューヨーク市議会はワグの慣行の調査を開始した。 
2018年12月、ワグが世話をしている際にウィニーという名前のソフトコーテッド・ウィートン・テリアが車と衝突し死亡した。事故後、ワグは犬の死に関する費用の補償と引き換えに、問題に関する秘密保持契約へのサインを求める電子メールを飼い主に送った。